# شلبی لنسر
شلبی لنسر (Shelby Lancer) خودرویی است که در سال‌های ۱۹۸۷تولید شده‌است. طراحی آن خودروهای موتور جلو-محور جلو بوده است. سیستم جعبه‌دندهٔ آن ۳ دنده به دو صورت خودکار و دستی است.

## نگارخانه

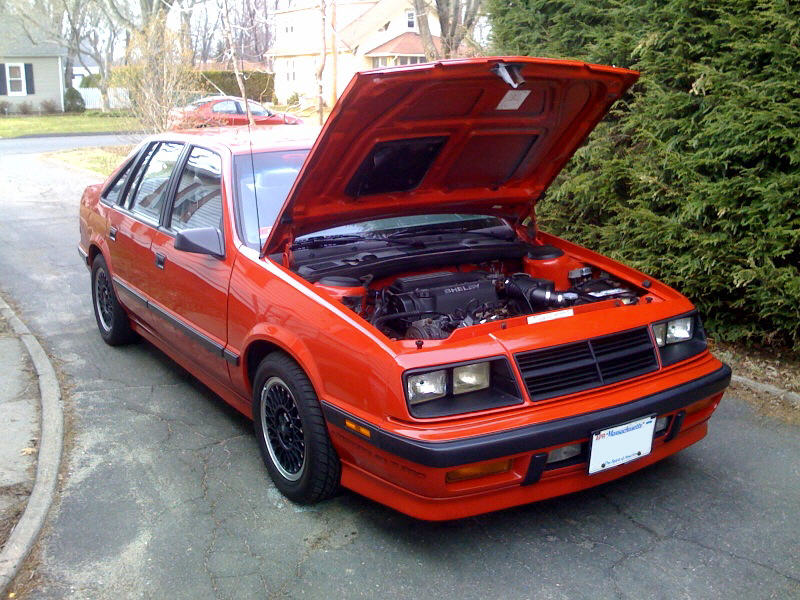
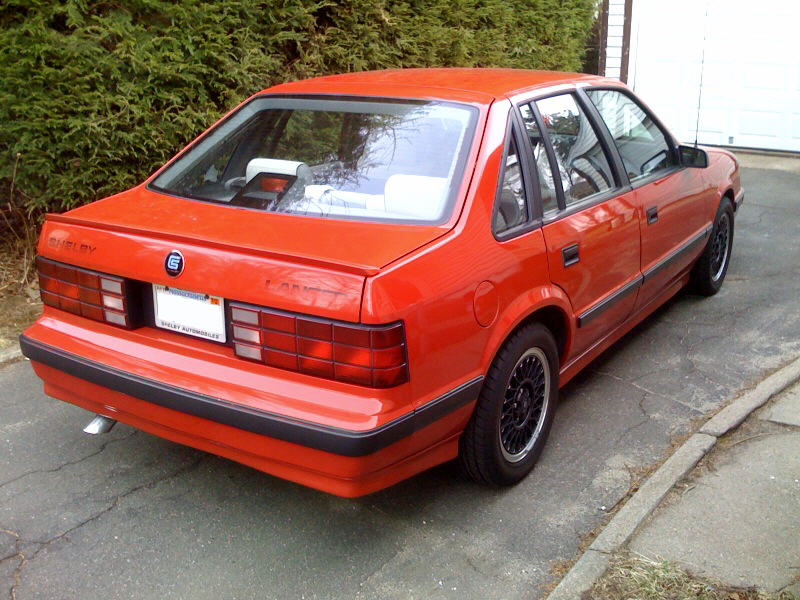